# Alfred Lora
Alfred Lora (* 27. August 1931 als Alfred Freiwald; † 17. Mai 2015 in Dortmund) war ein deutscher Jazzgeiger und Unterhaltungsmusiker. Stilistisch zeigte er sich beeinflusst von Stéphane Grappelli und Helmut Zacharias. Er war einer der wenigen auch musiktheoretisch ausgebildeten deutschen Sinti-Musiker.

## Leben
Lora stammt aus einer Familie deutscher Sinti, die im Nationalsozialismus mehrfach verfolgt wurde. Als 1943 aufgrund einer Denunziation durch Nachbarn die Deportation in das KZ Auschwitz drohte, flüchtete er mit seinen Angehörigen aus Berlin. Nach 1945 studierte er Musik in Berlin, München und Nürnberg. Seine Karriere als professioneller Musiker begann in dem Ende der 1940er Jahre entstandenen Ensemble Roy Romanderie. Lora wurde einer breiteren Öffentlichkeit mit der 1973 gegründete Formation La Romanderie bekannt (die aus diesem Ensemble hervorging); als Solo-Instrumente wurden dort zu einer traditionell besetzten Rhythmusgruppe Gitarre, Geige, Harfe und ein Akkordeon eingesetzt. Die Gruppe ging mehrfach auf Tournee, hatte viele Fernsehauftritte und veröffentlichte die Alben Swing Mamam Bruderherz – Musik deutscher Zigeuner (1975) und Gypsy Swing (1976).
Daneben gründete Lora das Alfred Lora New Swingtett, das mit der amerikanischen Sängerin Rachel Gould Bebop und Swing darbot und zu dem Musiker wie Joe Bawelino, ebenfalls Angehöriger der Minderheit, gehörten. 1985 veröffentlichte er das Album Straight Ahead; 1988 trat er auf dem North Sea Jazz Festival auf. Zuletzt war er mit eigenen Gruppen und Swing Gypsy Rose zu hören.

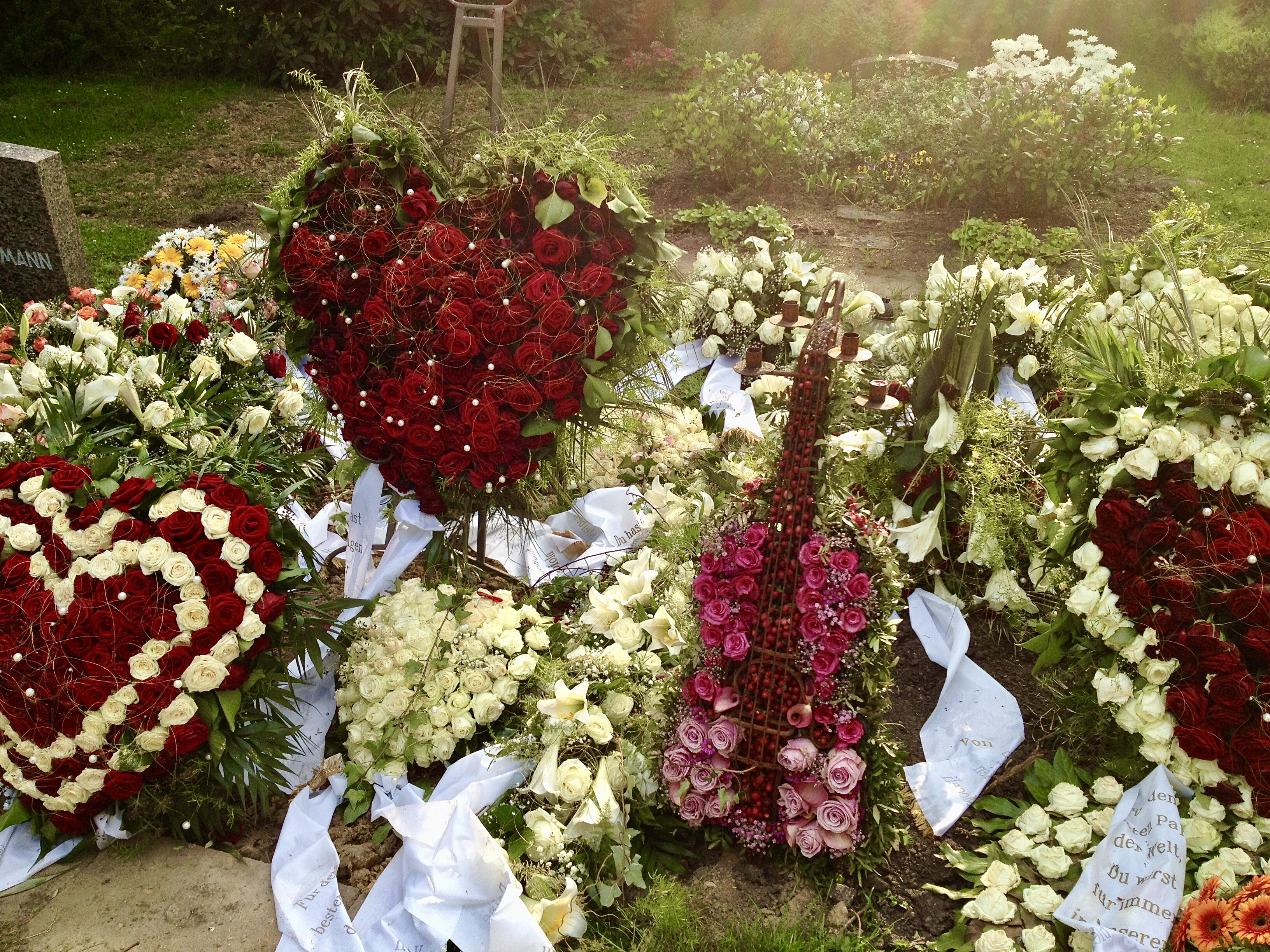
Alfred Lora fand seine letzte Ruhe auf dem Friedhof Merklinde in Castrop-Rauxel